# Aleš Rozehnal (advokát)
Aleš Rozehnal (* 9. srpna 1970) je český advokát, bývalý jednatel společnosti CET 21 s.r.o. Zabývá se mediálním a soukromým právem.
Je autorem publikace Úvěry zajištěné zástavním právem a spoluautorem knihy Korupce na český způsob. 

## Život
V roce 1993 absolvoval Právnickou fakultu Univerzity Karlovy. Působil jako vedoucí katedry práva na Bankovním institutu vysoké škole v Praze. Působí jako odborný asistent na Fakultě právnické ZČU v Plzni a na Fakultě humanitních studií UK. Zároveň působí jako advokát. Od roku 2014 zasedá ve správní radě Ústavu nezávislé žurnalistiky, který vydává internetový zpravodaj HlídacíPes.org.
V roce 2025 podal kandidaturu na funkci generálního ředitele České televize.